# Stuart Bingham
Stuart Bingham, angleški igralec snookerja, * 21. maj 1976, Basildon, Essex, Anglija.
Bingham je leta 1996 osvojil Svetovno amatersko prvenstvo, a je nato kot profesionalec dolgo časa veljal za sposobnega in izurjenega, vendar neprepoznavnega igralca. Leta 2005 je napravil niz dobrih rezultatov, ki so mu omogočili preboj med prvih 32 igralcev po svetovni jakostni lestvici. V zgodovino se je zapisal kot 26. igralec, ki je presegel magično mejo 100 ustvarjenih nizov vsaj 100 točk. Prav tako je postal osmi igralec vseh časov, ki je v poklicnih tekmovalnih dvobojih dosegel popolni niz 147 točk.

## Kariera
Leta 1999 se je Bingham prebil v četrtfinale jakostnega turnirja Welsh Open, na poti do tja je premagal tudi svetovnega prvaka Johna Higginsa. V četrtfinalu je naposled naletel na Joeja Swaila, ki je bil boljši s 5-1. Ob koncu sezone je povzročil manjšo senzacijo, ko je v prvem krogu Svetovnega prvenstva z 10-7 izločil Stephena Hendryja. Senzacija je bila toliko večja, ker je Bingham tisto sezono zasedal šele 97. mesto na svetovni jakostni lestvici. Bingham se je kvalificiral tudi za Svetovno prvenstvo v snookerju 2002|Svetovno prvenstvo 2002, tedaj je v zadnjem krogu kvalifikacij porazil Nigela Bonda. V sezoni 2004/05 se je na dveh jakostnih turnirjih prebil v osmino finala, od tega je na turnirju China Open proti Dingu Junhuiju izgubil šele po odločilnem framu.
Sezona 2005/06 je Binghamu prinesla četrtfinale Grand Prixa, na katerem je porazil med drugim tudi aktualnega svetovnega prvaka Shauna Murphyja. V četrtfinale se je prebil še na enem jakostnem turnirju, turnirju UK Championship. V sezoni je osvojil še svoj prvi poklicni turnir, saj je slavil na kvalifikacijskem turnirju, katerega zmagovalec si zagotovi mesto na prestižnem nejakostnem povabilnem turnirju Masters. Na kvalifikacijskem turnirju je dosegel tudi niz 147 točk. Na zaključnem turnirju Mastersa je nato v prvem krogu s 6-2 premagal Steva Davisa, a nato že v naslednjem krogu klonil proti Petru Ebdonu s 4-6. Na začetku sezone 2005/06 se je Binghamu še nasmihalo mesto med najboljšo šestnajsterico na svetovni jakostni lestvici, a si je nato svoje možnosti za preboj v šestnajsterico zapravil z izpadom že v kvalifikacijah za Svetovno prvenstvo, usoden je bil Ryan Day, ki je Binghama porazil z 10-7. Kljub temu pa si je prvič v karieri zagotovil mesto med najboljšo dvaintrideseterico svetovne lestvice. Sezona 2006/07 zanj ni bila najuspešnejša, saj se znova ni uspel uvrstiti na zaključni turnir Svetovnega prvenstva, vseeno pa je med sezono podrl zgodovinski mejnik, saj je drugič zapored osvojil kvalifikacijski turnir Masters Qualifiers. V prvem krogu Mastersa je nato izpadel, premoč je moral priznati Allisterju Carterju, ki je bil boljši s 6-5.
V sezono 2007/08 mu je uspel dober uvod, kajti na turnirju Shanghai Masters je še četrtič v karieri nastopil v četrtfinalu jakostnega turnirja. V Šanghaju je bil njegov krvnik Mark Selby, ki mu ni dovolil niti enega frama, izid je bil 5-0. Zatem je na Grand Prix v svoji skupini D zasedel 4. mesto in nato z 2-5 izgubil dvoboj prvega kroga zaključnega turnirja Northern Ireland Trophyja proti Davidu Grayu. Po teh dveh neuspehih je na turnirju UK Championship pokazal boljšo igro in se uvrstil v osmino finala, kjer je s 3-9 izpadel proti Shaunu Murphyju, potem ko je predhodno premagal Fergala O'Briena in Steva Davisa. V osmino finala se je uvrstil tudi na Welsh Openu, na katerem je dosegel veliko zmago proti Stephenu Maguireju s 5-4, čeprav je že zaostajal z 0-3. V naslednjem krogu, torej osmini finala, se je pomeril z Joejem Perryjem in klonil z 2-5. Z zanesljivo zmago proti Adrianu Gunnellu z 10-3 se je še enkrat več uvrstil na zaključni turnir Svetovnega prvenstva, na katerem je v prvem krogu zopet odpravil Steva Davisa, tokrat z 10-8. Sredi dvoboja je Bingham vodil že z 8-3, a nato dovolil Davisu povratek na 8-8, bolj zbran pa je bil v zaključku dvoboja in slavil z 10-8. V drugem krogu se je spet srečal z Joejem Perryjem, ki ga je vnovič spravil na kolena in se s 13-9 uvrstil v osmino finala. S temi dobrimi rezultati si je Bingham ob koncu sezone priboril 21. mesto na svetovni jakostni lestvici, v sezoni 2008/09 pa ni uspel ponoviti forme iz prejšnje sezone in je na štirih od osmih jakostnih turnirjev v sezoni izgubil že svoj prvi dvoboj na turnirju.
Bingham je v karieri dosegel že dva niza 147 točk, neizmerno blizu pa je bil tudi tretjemu, ki bi ga lahko dosegel na Svetovnem prvenstvu 2002. Tedaj je do zadnje rožnate krogle vse napravil, kot je bilo treba, a nato rožnato kroglo želel zadeti, tako da bi si belo kroglo postavil na položaj, iz katerega bi lažje zadel črno kroglo. Z rožnato kroglo je nato nesrečno zgrešil žep, situacijo pa je še poslabšal njegov tekmec Ken Doherty, ki je dvoboj dobil z 10-8.
Bingham se je uvrstil tudi na Svetovno prvenstvo 2009, kjer je v prvem krogu naletel na Ronnieja O'Sullivana, ki se je pokazal za boljšega tekmeca in Binghama izločil z 10-5. Bingham je kljub izpadu v prvem krogu Svetovnega prvenstva uspel zadržati 21. mesto na svetovni jakostni lestvici, ki ga tako v sezoni 2009/10 zaseda še drugo sezono zapored.

## Osebno življenje
Bingham je tudi ljubiteljski golfist.

## Osvojeni turnirji

### Nejakostni turnirji
- Masters Qualifying Event - 2005, 2006

### Amaterski turnirji
- IBSF svetovno amatersko prvenstvo - 1996